# Mirko Stojanović
Mirko Stojanović (* 11. Juni 1939 in Zagreb) ist ein ehemaliger jugoslawischer Fußballtorhüter. Der vierfache jugoslawischer Nationalspieler nahm als einsatzloser dritter Torhüter an der Fußballweltmeisterschaft 1962 teil.

## Karriere
1958 bis 1961 spielte er für Dinamo Zagreb (Jugoslawischer Pokalsieger 1959/60) und 1962 bis 1966 für FK Roter Stern Belgrad (Meister und Pokalsieger 1963/64), bevor er in den neu entstehenden Profifußball in die USA wechselte. Ab 1967 spielte er für die Oakland Clippers, mit denen er sofort erster und einziger Meister der National Professional Soccer League (NPSL) sowie Torhüter des All-Star-Teams wurde. Nach dem Ende der Clippers wechselte er 1971 zu Dallas Tornado, mit denen er in seiner einzigen Saison NASL-Meister sowie (zum zweiten Mal nach 1968) als Torhüter in das 1st All-Star-Team gewählt wurde. Nach der Saison kehrte er nach Jugoslawien als Torhüter von NK Olimpija Ljubljana zurück, bevor er endgültig in die USA ging. Er spielte 1974 eine letzte Saison in der NASL für die San José Earthquakes.